# Bryodema heptapotamicum
Bryodema heptapotamicum är en insektsart som beskrevs av Bei-bienko 1930. Bryodema heptapotamicum ingår i släktet Bryodema och familjen gräshoppor. Inga underarter finns listade i Catalogue of Life.